# Hatschekia plectopomi
Hatschekia plectopomi is een eenoogkreeftjessoort uit de familie van de Hatschekiidae. De wetenschappelijke naam van de soort is voor het eerst geldig gepubliceerd in 1978 door Ho & Dojiri.